# Frévent
Frévent ist eine französische Kleinstadt mit 3288 Einwohnern (Stand 1. Januar 2022) im Département Pas-de-Calais in der Region Hauts-de-France; sie gehört zum Arrondissement Arras und zum Kanton Saint-Pol-sur-Ternoise.

## Lage
Die Kleinstadt Frévent liegt am Südrand des Artois an der oberen Canche, 37 Kilometer westlich von Arras. In Frévent treffen sich die Nationalstraßen RN 16 und RN 41. Nachbargemeinden von Frévent sind Nuncq-Hautecôte im Norden, Séricourt im Nordosten, Bouret-sur-Canche im Osten, Bannières im Süden sowie Ligny-sur-Canche im Westen.

## Bevölkerungsentwicklung
| Jahr                       | 1962 | 1968 | 1975 | 1982 | 1990 | 1999 | 2006 | 2015 | 2022 |
| -------------------------- | ---- | ---- | ---- | ---- | ---- | ---- | ---- | ---- | ---- |
| Einwohner                  | 4386 | 4531 | 4322 | 4217 | 4121 | 3952 | 3752 | 3598 | 3288 |
| Quellen: Cassini und INSEE |      |      |      |      |      |      |      |      |      |

## Sehenswürdigkeiten
- Abtei Cercamp, Zisterzienserabtei, 1137 von Hugo III., Graf von Saint-Pol, als Filiale des Klosters Pontigny gegründet (Liste der Monuments historiques seit 1947)
- Park der Abtei, Monument historique seit 1946
- Kirche Saint-Hilaire, Monument historique seit 1982
- Moulin-musée Winterberge

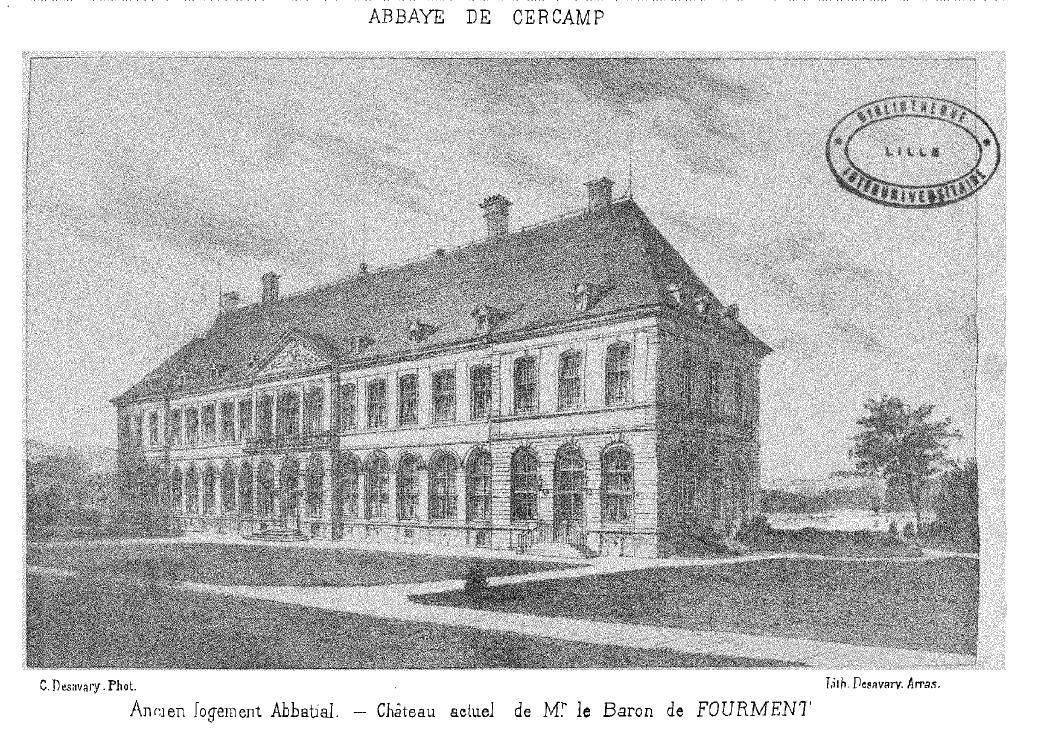
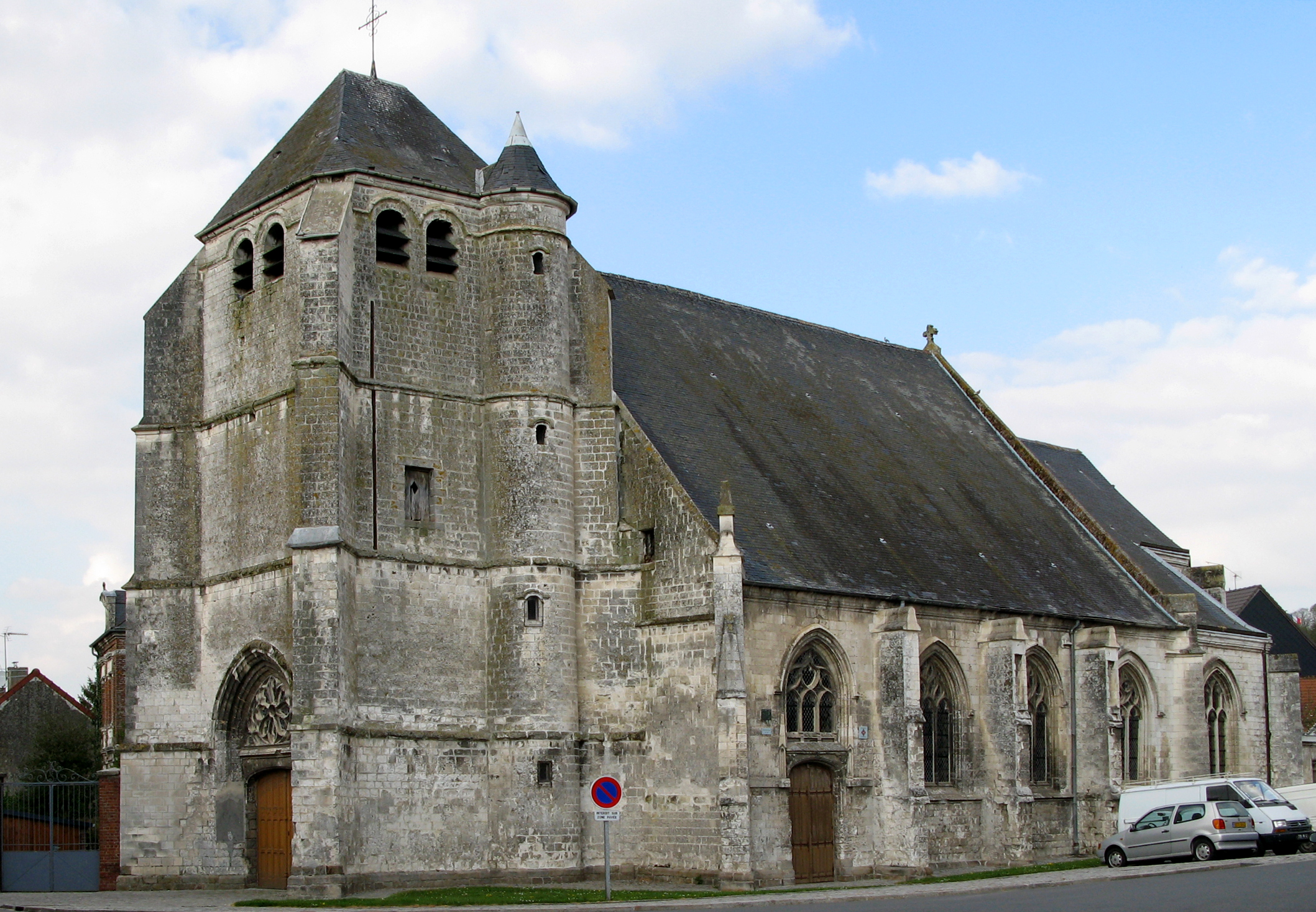
Kirche Saint-Hilaire
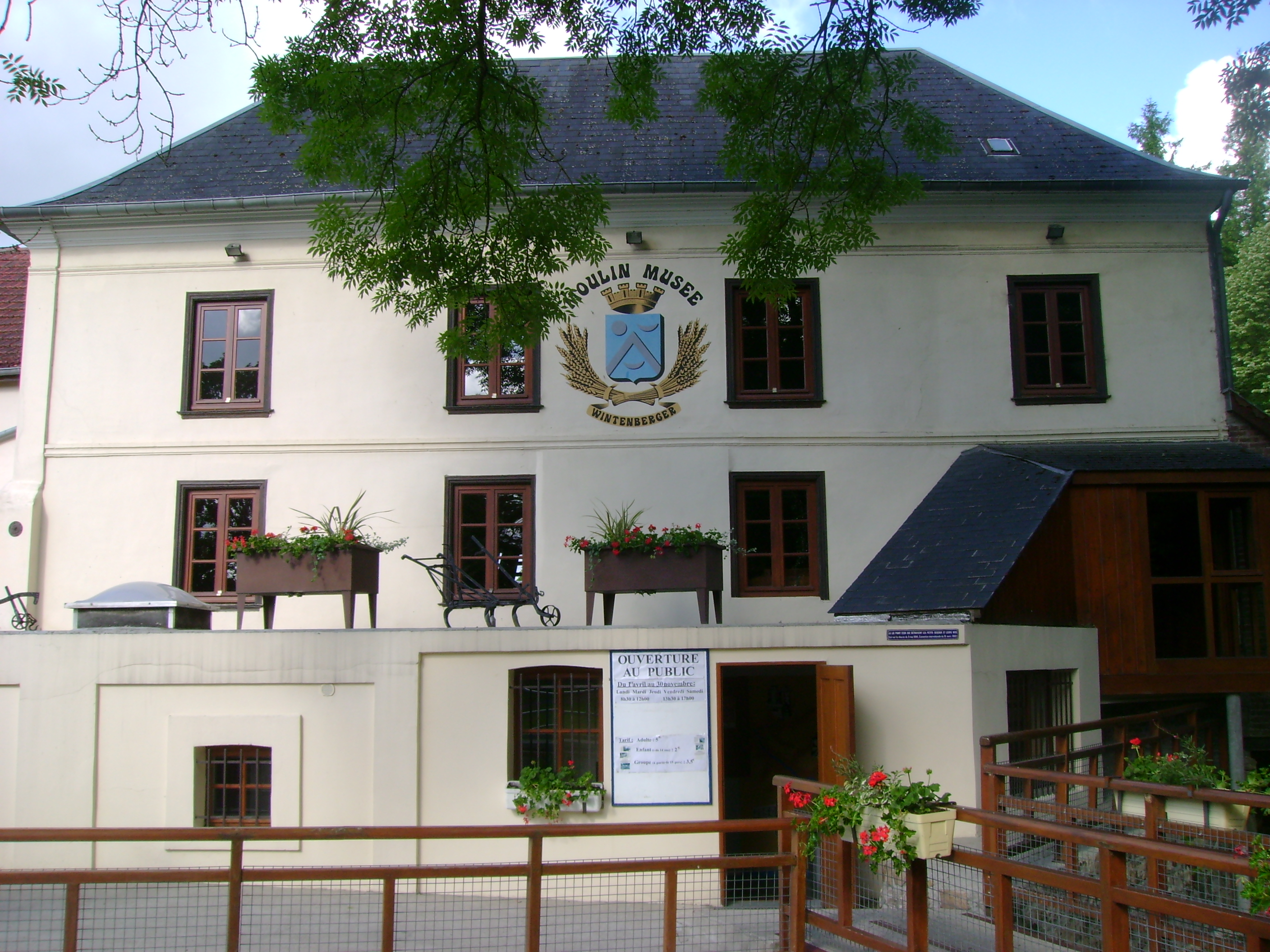
Mühlenmuseum
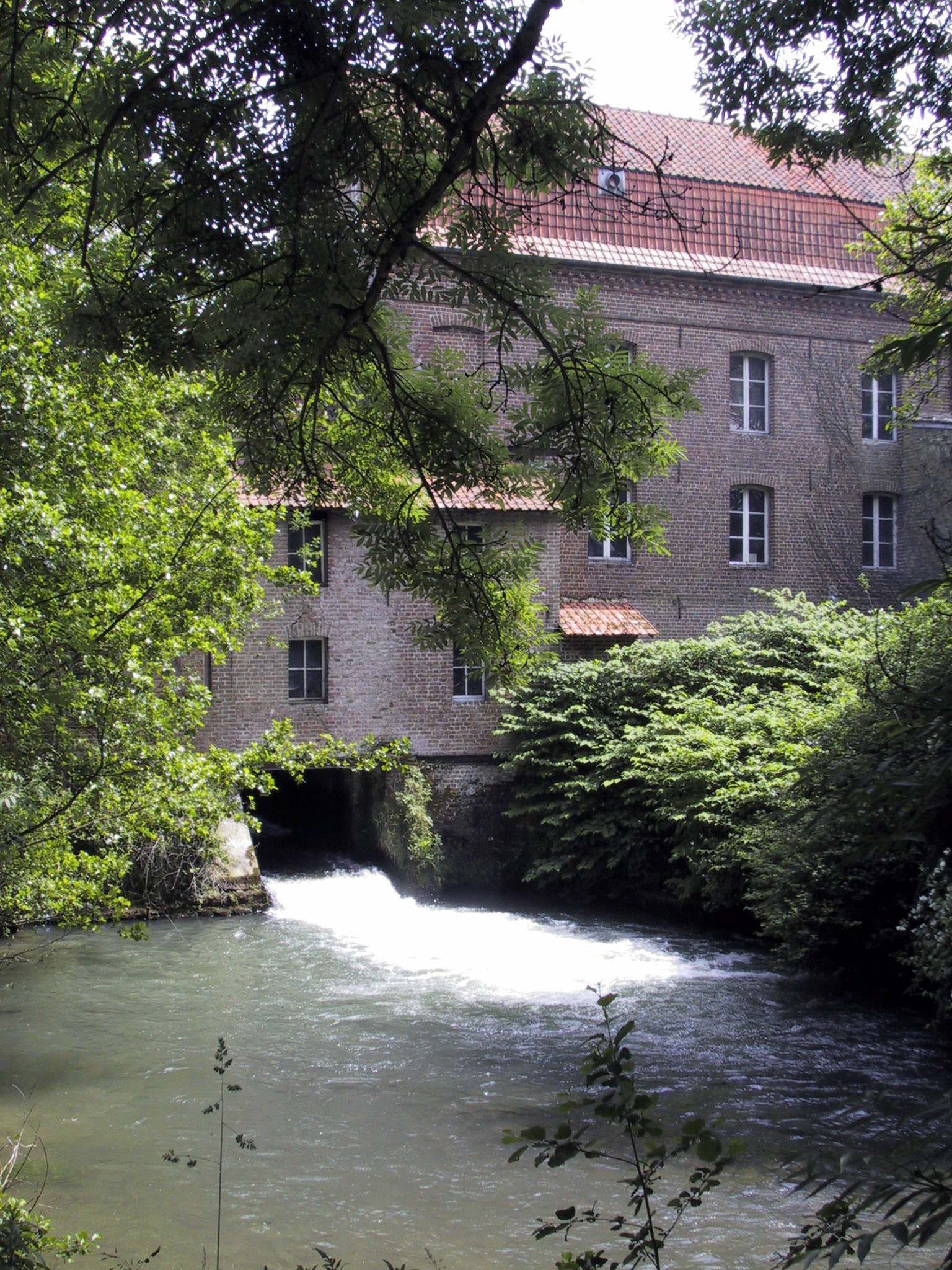
Blondel-Mühle an der Canche

## Persönlichkeiten
- Philippe-François-Joseph Le Bas (1764–1794), Deputierter des Nationalkonvents
- Antoine-Adrien Lamourette (1742–1794), Konstitutioneller Bischof des Départements Rhône-et-Loire (Lyon) nach der Französischen Revolution

## Partnerstädte
- Grefrath, Nordrhein-Westfalen, Deutschland, seit 1966[1]
- Gerbstedt, Sachsen-Anhalt, Deutschland, seit 1991[2]